# Loe van Belle
Loe van Belle (Zoetermeer, 24 gennaio 2002) è un ciclista su strada e pistard olandese che corre per il Team Visma-Lease a Bike. È professionista dal 2024.

## Palmarès

### Strada
- 2019 (Juniores)

KTJ & KTN - Kleeberg Challenge
Classifica generale CCM & CCV - Wielerweekend Roden
Hart van Oosterhout Juniors
- 2020 (Juniores)

Campionati olandesi, Prova a cronometro Junior
- 2021 (Jumbo-Visma Development Team, due vittorie)

2ª tappa Tour du Pays de Montbéliard (Hérimoncourt > Hérimoncourt)
1ª tappa Flanders Tomorrow Tour (Poperinge > Poperinge)

#### Altri successi
- 2021 (Jumbo-Visma Development Team)

Prologo Tour Alsace (Sausheim, cronosquadre)
Classifica sprint Flanders Tomorrow Tour
- 2022 (Jumbo-Visma Development Team)

Prologo Tour de l'Avenir (La Roche-sur-Yon, cronosquadre)

### Pista
- 2019

Campionati olandesi, Omnium Junior
Campionati olandesi, Inseguimento individuale Junior
- 2020

Campionati europei, Scratch Junior
Campionati europei, Omnium Junior

## Piazzamenti

### Classiche monumento
- Liegi-Bastogne-Liegi

2024: 102º
2025: ritirato

### Competizioni mondiali
- Campionati del mondo su strada

Glasgow 2023 - Cronometro Under-23: 18º
Glasgow 2023 - In linea Under-23: 19º

### Competizioni continentali
- Campionati europei su strada

Plouay 2020 - Cronometro Junior: 16º
Plouay 2020 - In linea Junior: 13º
- Campionati europei su pista

Fiorenzuola d'Arda 2020 - Scratch Junior: vincitore
Fiorenzuola d'Arda 2020 - Corsa a eliminazione Junior: 11º
Fiorenzuola d'Arda 2020 - Corsa a punti Junior: 4º
Fiorenzuola d'Arda 2020 - Omnium Junior: vincitore